# 南亞塑膠
南亞塑膠工業股份有限公司（英語：Nan Ya Plastics Corporation）簡稱南亞、南亞塑膠，是台灣一家塑膠公司，1958年創立，隸屬於台塑關係企業旗下。是台塑集團早期上市的公司之一，和台灣塑膠工業、台灣化學纖維、台塑石化合稱為台塑四寶。

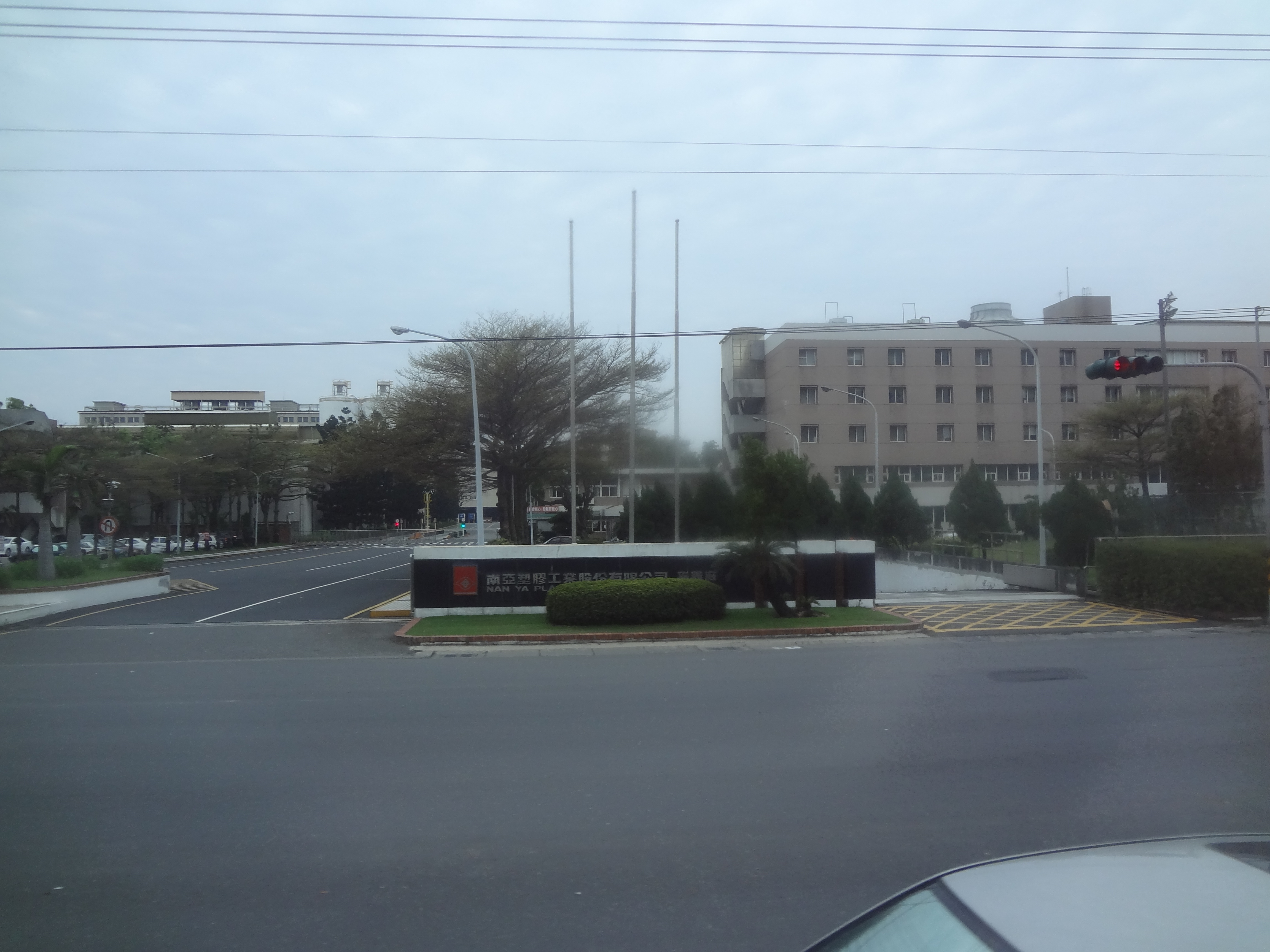
南亞塑膠嘉義廠

南亞塑膠的產品主要以塑膠產品、石化產品（乙二醇、丙二酚、丁二醇、異辛醇、異壬醇、DEHP及環氧樹脂等）、電子材料（銅箔基板、環氧樹脂、玻纖布、銅箔等）、及聚酯纖維產品為主，也有製做配電盤，是臺灣50指數成份股票之一。其轉投資的南亞科技也是台灣上市公司。
南亞塑膠棧板2023年由台灣德國萊因公司(TUV Rheinland)取得碳足跡查驗證書，每片碳足跡約72.546公斤二氧化碳當量。

## 相關企業
- 台塑九寶
- 南亞科技
- 南亞電路板股份有限公司（南電）